# Acronicta salicis
Acronicta salicis är en fjärilsart som beskrevs av Curtis 1829. Acronicta salicis ingår i släktet Acronicta och familjen nattflyn. Inga underarter finns listade i Catalogue of Life.